# Thurnhosbach
Thurnhosbach ist ein Stadtteil von Sontra im nordhessischen Werra-Meißner-Kreis.

## Geographische Lage
Thurnhosbach liegt etwa 5,3 km (Luftlinie) nordwestlich der Kernstadt von Sontra in den Ostausläufern des Stölzinger Gebirges. Durchflossen wird es vom Hosbach. Etwa 1,5 km (Luftlinie) nordwestlich erhebt sich der Ziegenküppel (445,4 m ü. NN), auf dem ein Aussichtsturm steht, und nordöstlich der Ortschaft der Burgberg (413,4 m ü. NN). Durch das auf etwa 305 bis 320 m ü. NN gelegene Dorf führt die Landesstraße 3459 (Eltmannsee–Thurnhosbach–Stadthosbach), von der in der Ortschaft die das Ziegenküppel passierende Kreisstraße 29 (Thurnhosbach–Rechtebach) abzweigt.

## Geschichte

### Ortsgeschichte
Der Ort wird erstmals 1408 als „Dornhospach“, in einem Boyneb. Rev. (Heimatmuseum Rotenburg an der Fulda) aus dem Jahre 1460 als "Dornsbach" und auf Mercators Karte von 1592 als "Dürrenhospach" aufgeführt. Zum Namen gibt es unterschiedliche Vermutungen, so dass der Name auf Dornengestrüpp verweist, aber auch, dass er auf den noch kleinen „dürren“ Hosbach zurückgeht, der an seinem Fuße fließt. Früher gehörte der Ort zur Boyneburg (auch Boyneburgk, Boineburg genannt) bei Wichmannshausen. 1654 kam er zum landgräflichen Amt Bischhausen. Ab 1821 gehörte der Ort zum Kreis Eschwege. Vor rund 100 Jahren hatte Thurnhosbach noch etwa 300 Einwohner; heute sind es nur noch etwas über 60. Es gibt noch vier Vollerwerbslandwirte (2005), alle anderen arbeiten außerhalb.
Hessische Gebietsreform (1970–1977)
Im Zuge der Gebietsreform in Hessen wurde die bis dahin selbständige Gemeinde Thurnhosbach zum 1. August 1972 kraft Landesgesetz in die Stadt Sontra eingegliedert. Für Thurnhosbach, wie für alle bei der Gebietsreform eingegliederten Gemeinden, wurde ein Ortsbezirk mit Ortsbeirat und Ortsvorsteher nach der Hessischen Gemeindeordnung gebildet.

### Verwaltungsgeschichte im Überblick
Die folgende Liste zeigt die Staaten und Verwaltungseinheiten, denen Thurnhosbach angehört(e):
- vor 1567: Heiliges Römisches Reich, Landgrafschaft Hessen, Amt Bischhausen, Samtgericht Boyneburg
- ab 1567: Heiliges Römisches Reich, Landgrafschaft Hessen-Kassel, Amt Bischhausen
- ab 1806: Landgrafschaft Hessen-Kassel, Amt Bischhausen
- 1807–1813: Königreich Westphalen, Departement der Werra, Distrikt Eschwege, Kanton Bischhausen
- ab 1815: Kurfürstentum Hessen, Amt Bischhausen[7]
- ab 1821/22: Kurfürstentum Hessen, Provinz Niederhessen, Kreis Eschwege[8][Anm. 2]
- ab 1848: Kurfürstentum Hessen, Bezirk Eschwege
- ab 1851: Kurfürstentum Hessen, Provinz Niederhessen, Kreis Eschwege
- ab 1867: Königreich Preußen, Provinz Hessen-Nassau, Regierungsbezirk Kassel, Kreis Eschwege
- ab 1871: Deutsches Reich,  Königreich Preußen, Provinz Hessen-Nassau, Regierungsbezirk Kassel, Kreis Eschwege
- ab 1918: Deutsches Reich, Freistaat Preußen, Provinz Hessen-Nassau, Regierungsbezirk Kassel, Kreis Eschwege
- ab 1944: Deutsches Reich, Freistaat Preußen, Provinz Kurhessen, Landkreis Eschwege
- ab 1945: Amerikanische Besatzungszone, Groß-Hessen, Regierungsbezirk Kassel, Landkreis Eschwege
- ab 1946: Amerikanische Besatzungszone, Hessen, Regierungsbezirk Kassel, Landkreis Rotenburg
- ab 1949: Bundesrepublik Deutschland, Hessen, Regierungsbezirk Kassel, Landkreis Rotenburg
- ab 1972: Bundesrepublik Deutschland, Hessen, Regierungsbezirk Kassel, Landkreis Eschwege, Stadt Sontra[Anm. 3]
- ab 1974: Bundesrepublik Deutschland, Hessen, Regierungsbezirk Kassel, Werra-Meißner-Kreis, Stadt Sontra

## Bevölkerung

### Einwohnerstruktur 2011
Nach den Erhebungen des Zensus 2011 lebten am Stichtag dem 9. Mai 2011 in Thurnhosbach 48 Einwohner. Darunter waren keine Ausländer.
Nach dem Lebensalter waren 6 Einwohner unter 18 Jahren, 15 zwischen 18 und 49, 15 zwischen 50 und 64 und 12 Einwohner waren älter. Die Einwohner lebten in 21 Haushalten. Davon waren 6 Singlehaushalte, 6 Paare ohne Kinder und 6 Paare mit Kindern, sowie 3 Alleinerziehende und keine Wohngemeinschaften. In 3 Haushalten lebten ausschließlich Senioren und in 9 Haushaltungen lebten keine Senioren.

### Einwohnerentwicklung
| • 1585: | 12 Haushaltungen |
| • 1747: | 16 Haushaltungen |

| Thurnhosbach: Einwohnerzahlen von 1834 bis 2020 | Thurnhosbach: Einwohnerzahlen von 1834 bis 2020 | Thurnhosbach: Einwohnerzahlen von 1834 bis 2020 | Thurnhosbach: Einwohnerzahlen von 1834 bis 2020 | Thurnhosbach: Einwohnerzahlen von 1834 bis 2020 |
| --- | ----------------------------------------------- | ----------------------------------------------- | ----------------------------------------------- | ----------------------------------------------- |
| Jahr |                                                 |                                                 |                                                 | Einwohner                                       |
| 1834 | 1834                                            |                                                 | 140                                             | 140                                             |
| 1840 | 1840                                            |                                                 | 148                                             | 148                                             |
| 1846 | 1846                                            |                                                 | 140                                             | 140                                             |
| 1852 | 1852                                            |                                                 | 126                                             | 126                                             |
| 1858 | 1858                                            |                                                 | 120                                             | 120                                             |
| 1864 | 1864                                            |                                                 | 129                                             | 129                                             |
| 1871 | 1871                                            |                                                 | 142                                             | 142                                             |
| 1875 | 1875                                            |                                                 | 136                                             | 136                                             |
| 1885 | 1885                                            |                                                 | 159                                             | 159                                             |
| 1895 | 1895                                            |                                                 | 132                                             | 132                                             |
| 1905 | 1905                                            |                                                 | 111                                             | 111                                             |
| 1910 | 1910                                            |                                                 | 114                                             | 114                                             |
| 1925 | 1925                                            |                                                 | 107                                             | 107                                             |
| 1939 | 1939                                            |                                                 | 85                                              | 85                                              |
| 1946 | 1946                                            |                                                 | 168                                             | 168                                             |
| 1950 | 1950                                            |                                                 | 160                                             | 160                                             |
| 1956 | 1956                                            |                                                 | 104                                             | 104                                             |
| 1961 | 1961                                            |                                                 | 88                                              | 88                                              |
| 1967 | 1967                                            |                                                 | 68                                              | 68                                              |
| 1970 | 1970                                            |                                                 | 87                                              | 87                                              |
| 1980 | 1980                                            |                                                 | ?                                               | ?                                               |
| 1987 | 1987                                            |                                                 | 59                                              | 59                                              |
| 2000 | 2000                                            |                                                 | ?                                               | ?                                               |
| 2011 | 2011                                            |                                                 | 48                                              | 48                                              |
| 2015 | 2015                                            |                                                 | 54                                              | 54                                              |
| 2020 | 2020                                            |                                                 | 40                                              | 40                                              |
| Datenquelle: Historisches Gemeindeverzeichnis für Hessen: Die Bevölkerung der Gemeinden 1834 bis 1967. Wiesbaden: Hessisches Statistisches Landesamt, 1968. Weitere Quellen: ; Stadt Sontra:; Zensus 2011 |                                                 |                                                 |                                                 |                                                 |

### Historische Religionszugehörigkeit
| • 1885: | 159 evangelische (= 100 %) Einwohner                              |
| • 1961: | 76 evangelische (= 86,36 %), 11 katholische (= 12,50 %) Einwohner |

## Kultur und Sehenswürdigkeiten
Die alte Kirche wurde 1899 ein Raub der Flammen. Die Wiederherstellung auf den Grundmauern wurde nach Plänen von Gustav Schönermark 1900/1901 realisiert. Der Chor der alten Kirche stammte aus dem 14. Jahrhundert, das Kirchenschiff aus dem 16. Jahrhundert. Die Glasmalerei der neuen Kirche wurde von Fa. Heinrich Ely, Kassel, entworfen und ausgeführt. Die Kirche wurde 2004 im Rahmen der Dorferneuerung renoviert. Heute gehört die evangelische Gemeinde nach Sontra. Oberhalb des Ortes liegt der alte Friedhof, von dem aus man einen schönen Rundblick genießen kann.
Das ehemalige evangelische Pfarrhaus in der Ortsmitte, die heute unter Ensembleschutz steht, ist heute Dorfgemeinschaftshaus mit einem für Veranstaltungen geeigneten Tagungs- und Festsaal mit entsprechenden Kücheneinrichtungen. Auf dem Gelände steht neben dem Feuerwehrhaus auch die Grillhütte der Freiwilligen Feuerwehr Thurnhosbach, die für Feste angemietet werden kann.

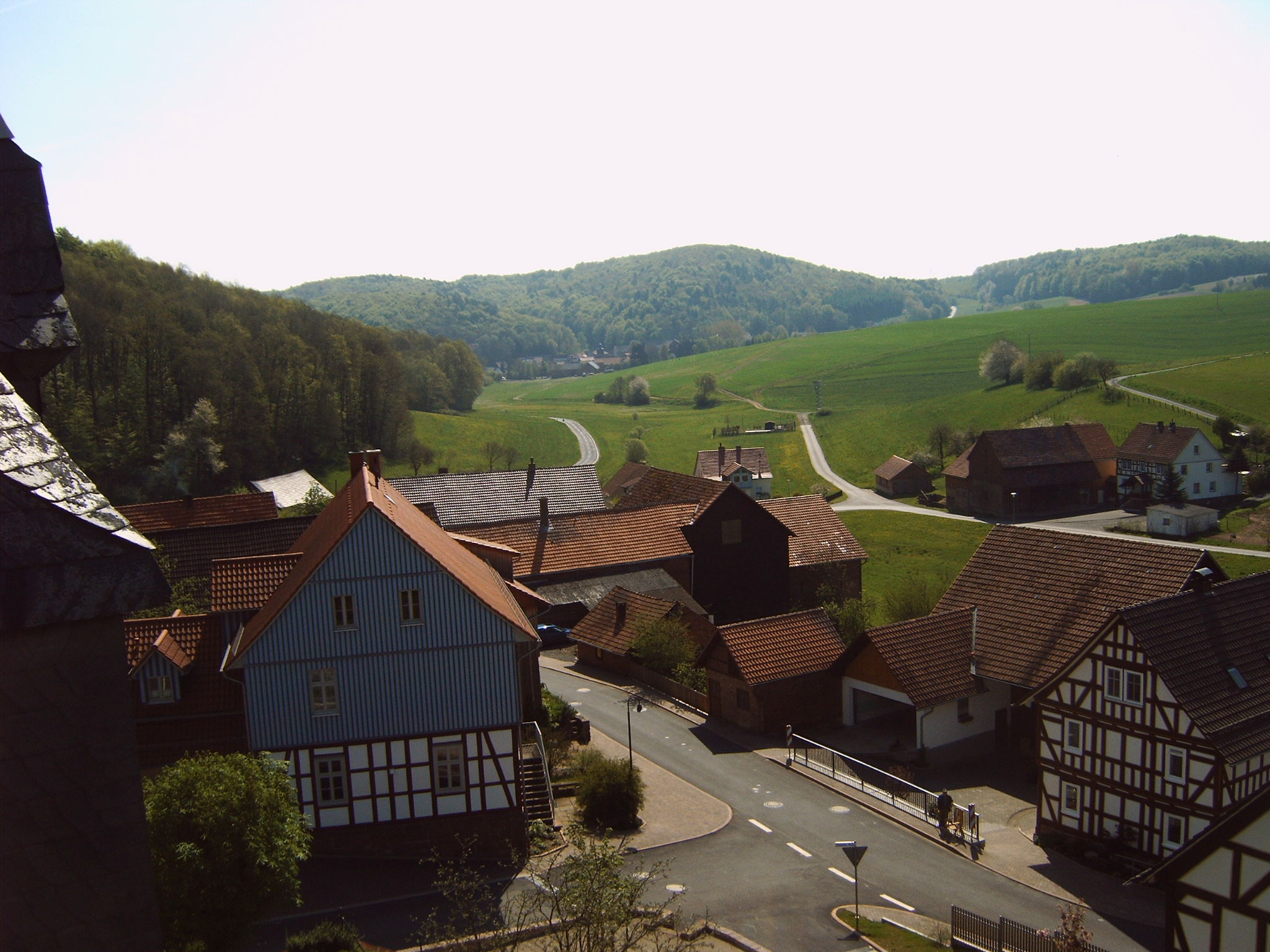
Blick vom Kirchturm Richtung Stadthosbach
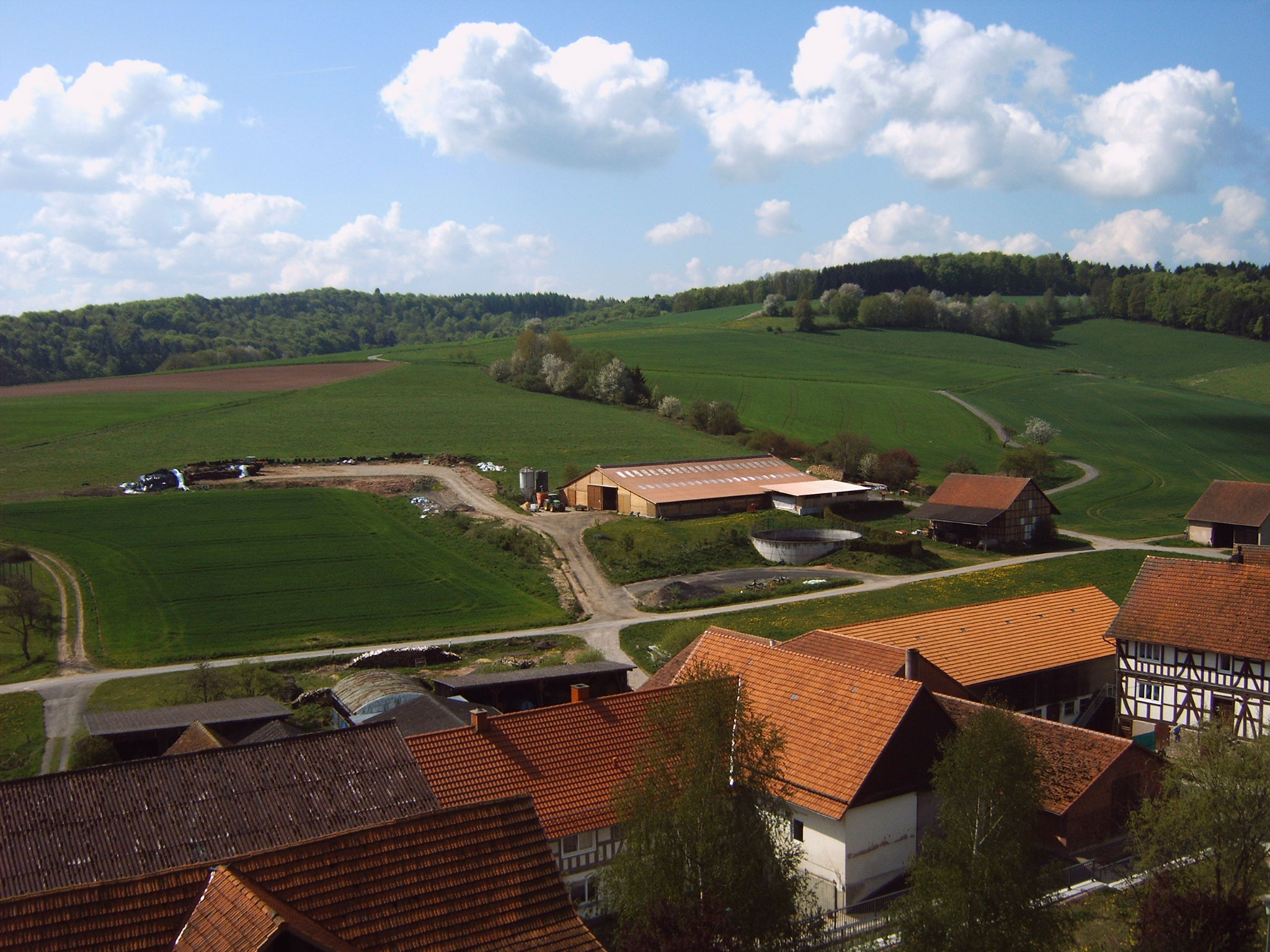
Blick vom Kirchturm Richtung Westen
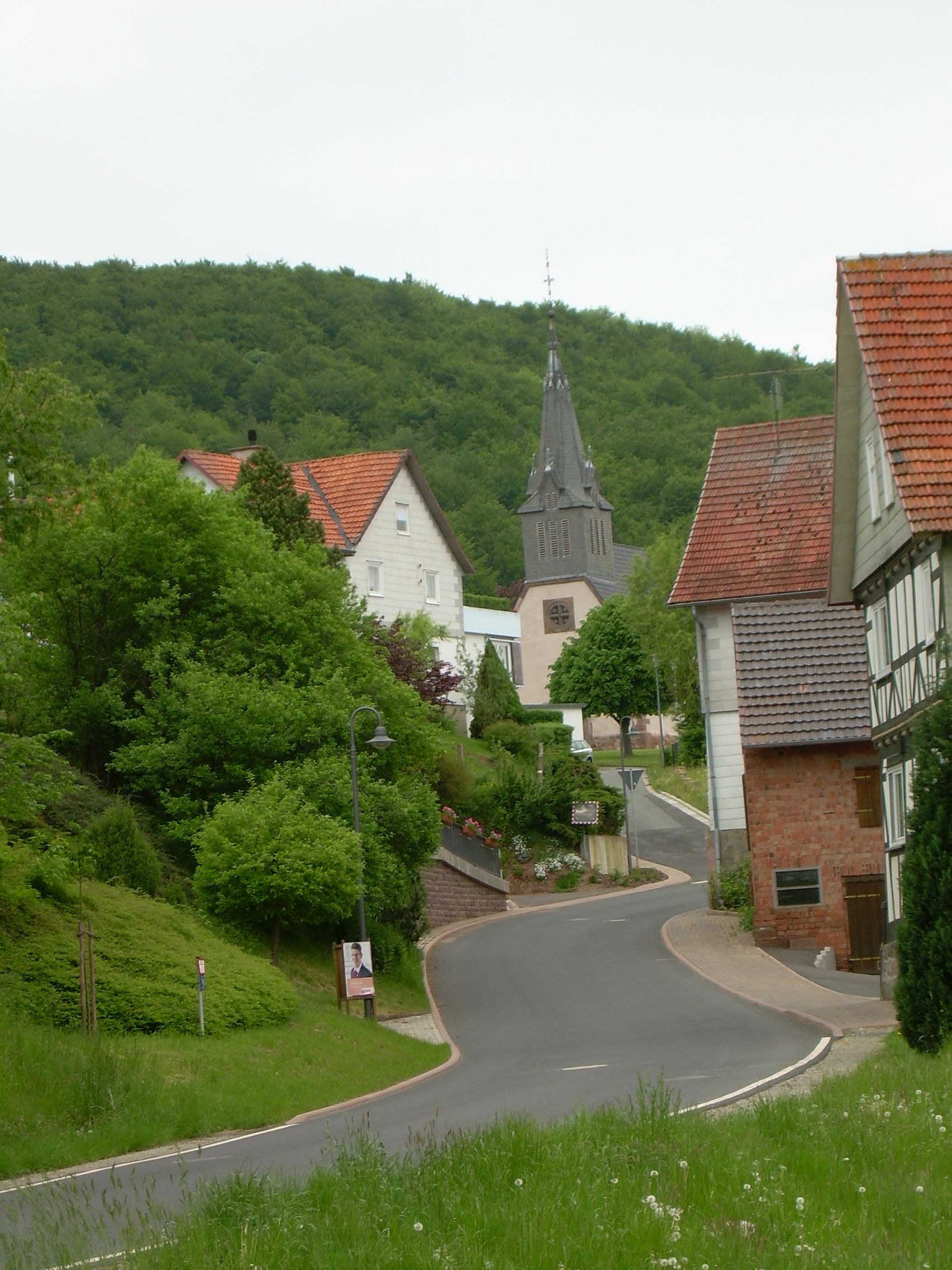
Blick auf die Kirche aus Richtung Eltmannsee
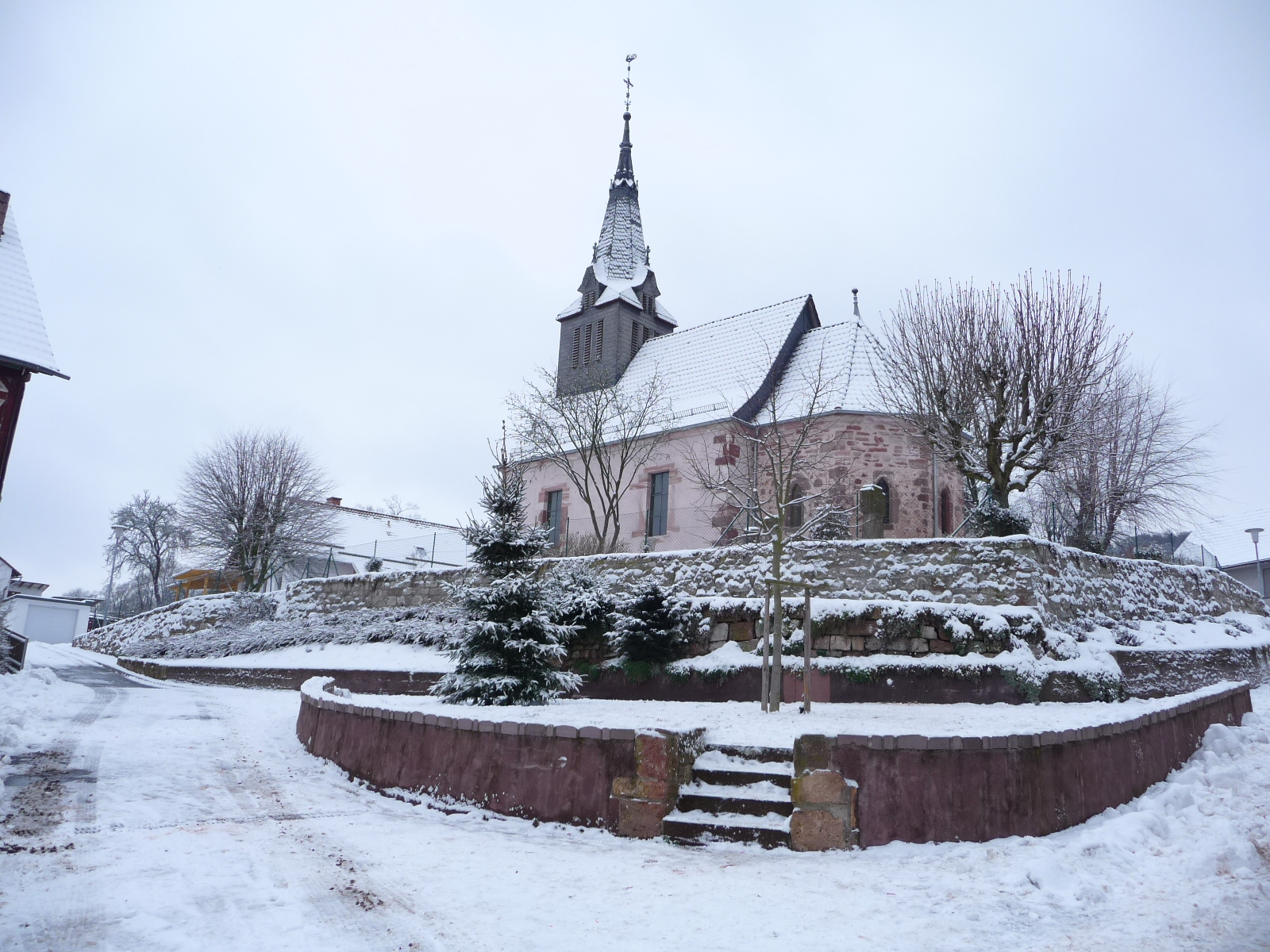
Evangelische Kirche Thurnhosbach im Winter
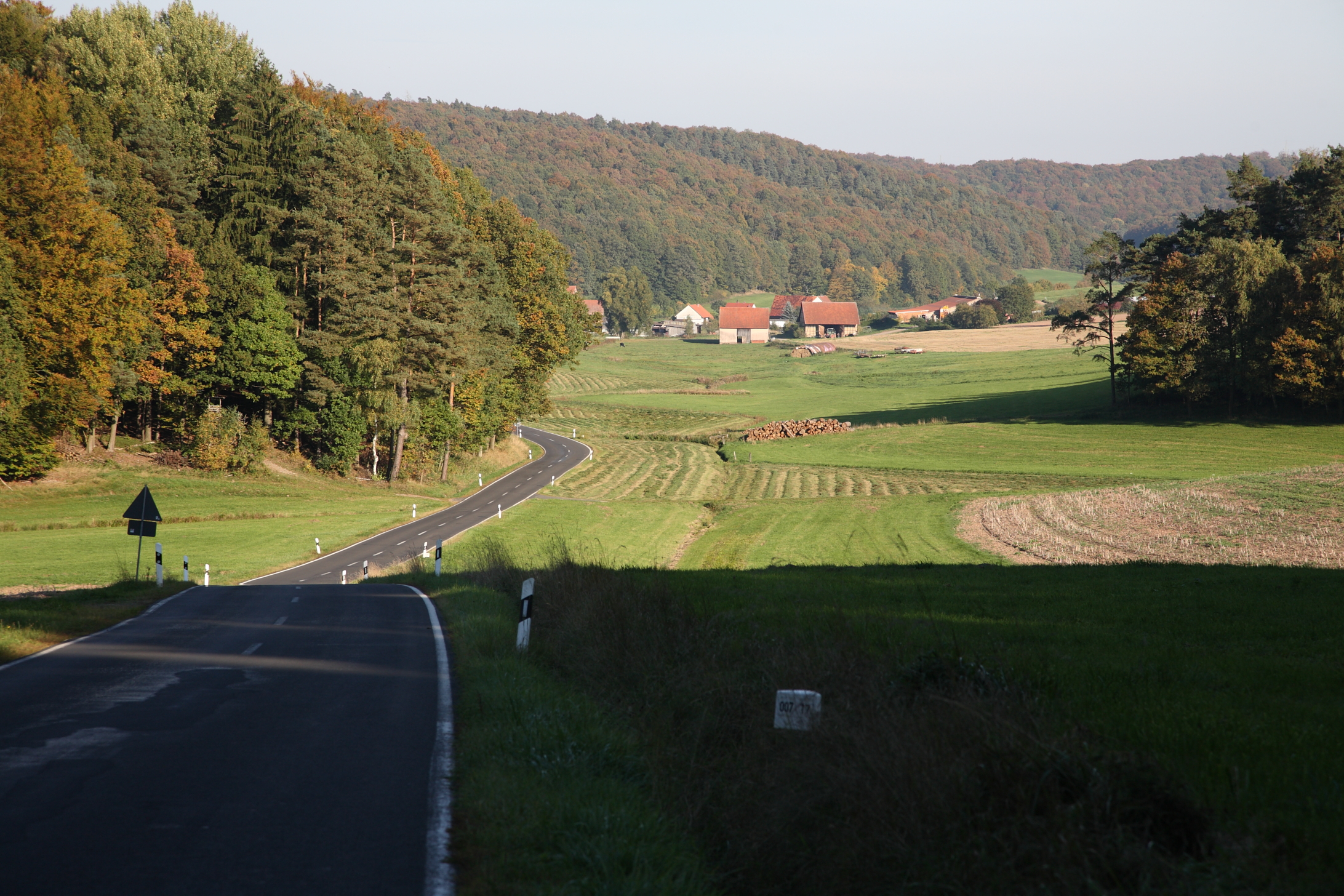
An der L3459 Richtung Thurnhosbach